# 5-(カルボキシアミノ)イミダゾールリボヌクレオチドムターゼ
5-(カルボキシアミノ)イミダゾールリボヌクレオチドムターゼ(5-(carboxyamino)imidazole ribonucleotide mutase)はプリン塩基のde novo合成に関わる酵素であり、以下の化学反応を触媒する異性化酵素である。
5-カルボキシアミノ-1-(5-ホスホ-D-リボシル)イミダゾール {\displaystyle \rightleftharpoons } 5-アミノ-1-(5-ホスホ-D-リボシル)イミダゾール-4-カルボン酸
系統名は、5-カルボキシアミノ-1-(5-ホスホ-D-リボシル)イミダゾール カルボキシムターゼ(5-carboxyamino-1-(5-phospho-D-ribosyl)imidazole carboxymutase)である。